# Karl-Heinz Gerstenberg

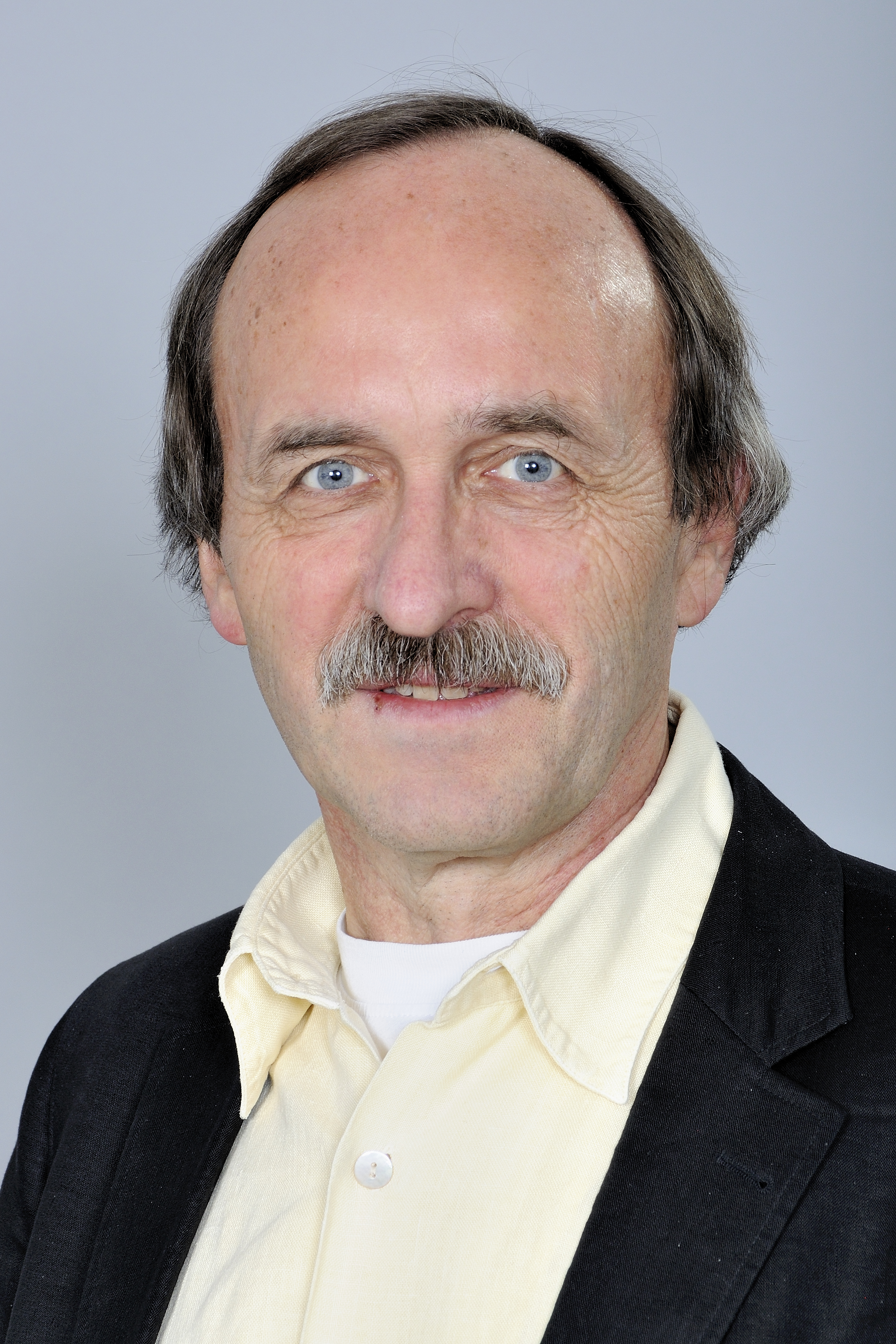
Karl-Heinz Gerstenberg (2013).

Hugo Karl-Heinz Gerstenberg (* 7. Oktober 1951 in Grimma) ist ein Ingenieur für Informationstechnik und sächsischer Politiker (Bündnis 90/Die Grünen).

## Leben
Gerstenberg legte 1970 in seiner Geburtsstadt an der Erweiterten Oberschule „Ernst Schneller“ (heute: Gymnasium St. Augustin) das Abitur ab. Danach begann er ein Studium der Informationstechnik an der Technischen Universität Dresden, das er 1974 als Diplomingenieur abschloss. Ab 1974 absolvierte er ein Forschungsstudium und wurde 1977 zum Dr.-Ing. promoviert. Danach war er bis 1990 wissenschaftlicher Mitarbeiter im Zentrum Mikroelektronik Dresden.
Er ist seit 1977 verheiratet und hat drei Kinder, darunter Franziska Gerstenberg.

## Politisches Engagement
Gerstenberg begann sein politisches Engagement 1990. Damals wurde er in den Sprecherrat der Bürgerrechtsbewegung Demokratie Jetzt gewählt. 1991 zählte er zu den Gründern von Bündnis 90/Die Grünen in Sachsen. Im Jahr 1994 wurde er zum Landesvorstandssprecher seiner Partei gewählt. 2004 trat er nicht mehr an und überließ dieses Amt dem Architekten Claus Krüger.
Gerstenberg war Mitglied der bündnisgrünen Fraktion im Sächsischen Landtag von 1990 bis 1994 sowie von 2004 bis 2014. Bei den Landtagswahlen 2004 war er neben der Bundestagsabgeordneten Antje Hermenau der zweite Spitzenkandidat der sächsischen Grünen. Die Partei erhielt 5,1 % der abgegebenen Wählerstimmen. Die Fraktion wählte ihn zu ihrem Parlamentarischen Geschäftsführer. Im sächsischen Landtag war er Mitglied  im Ausschuss „Wissenschaft und Hochschule, Kultur und Medien“ und im Ausschuss „Geschäftsordnung und Immunitätsangelegenheiten“.
Darüber hinaus war er von 2004 bis 2009 Mitglied des Dresdner Stadtrats, wo er die Fraktion Bündnis 90/Die Grünen in den Ausschüssen für Kultur und Soziales, für Gesundheit und für Wohnen vertrat. Im Dezember 2013 zog er als Nachrücker wieder in den Stadtrat ein.
Für die Landtagswahl 2014 verzichtete er auf eine erneute Kandidatur um ein Landtagsmandat.